# Scacchia ludus
Scacchia ludus, que en llatí significa el joc dels escacs, és un poema de 658 versos escrit per Marco Girolamo Vida al voltant de 1513, publicat el 1525 de forma anònima i dos anys després en una edició autoritzada.
El contingut del poema és una mítica partida d'escacs disputada entre Apol·lo i Mercuri i arbitrada per Júpiter en presència dels altres déus de l'Olimp. La partida es caracteritza per moviments intel·lectuals, però també per trucs i ajudes externes als contendents, i conclou amb la victòria de Mercuri en un final de rei i dama contra rei que acaba amb un escac i mat. Després de la victòria, Mercuri regala el tauler a la nimfa Scacchide per seduir-la i li ensenya les regles del joc, el nom del qual (scacchia en italià) deriva segons l'autor del de la citada nimfa.
La nomenclatura de les peces és diferent de l'habitual: en l'edició de 1527 l'alfil, en lloc del clàssic alfinius es converteix en sagittifer (arquer), mentre que la torre es converteix en elephas (elefant) en lloc de rochus; en l'edició precedent s'havien empleat en el seu lloc els termes centauro i cíclope. La dama és anomenada de vegades amazona i a més l'avantatge de sortida es decideix per sorteig.
El poema va aconseguir un gran èxit, i fou publicat en més de tres-centes edicions bé en llatí o bé traduït als principals idiomes europeus. El text pretén destacar les elevades qualitats morals dels escacs, en contraposició amb altres jocs de l'època, com ara les cartes i els daus.